# Spiveys Corner
Spivey's Corner és una concentració de població designada pel cens dels Estats Units a l'estat de Carolina del Nord. Segons el cens del 2000 tenia 448 habitants.

## Demografia
Segons el cens del 2000, Spivey's Corner tenia 448 habitants, 149 habitatges i 119 famílies. La densitat de població era de 22,3 habitants per km².
Dels 149 habitatges en un 41,6% hi vivien nens de menys de 18 anys, en un 61,1% hi vivien parelles casades, en un 13,4% dones solteres, i en un 20,1% no eren unitats familiars. En el 14,1% dels habitatges hi vivien persones soles el 7,4% de les quals corresponia a persones de 65 anys o més que vivien soles. El nombre mitjà de persones vivint en cada habitatge era de 3,01 i el nombre mitjà de persones que vivien en cada família era de 3,31.
Per edats la població es repartia de la següent manera: un 29,9% tenia menys de 18 anys, un 6,9% entre 18 i 24, un 33,9% entre 25 i 44, un 21,9% de 45 a 60 i un 7,4% 65 anys o més.
L'edat mediana era de 34 anys. Per cada 100 dones de 18 o més anys hi havia 85,8 homes.
La renda mediana per habitatge era de 47.000 $ i la renda mediana per família de 48.542 $. Els homes tenien una renda mediana de 36.250 $ mentre que les dones 24.643 $. La renda per capita de la població era de 16.371 $. Entorn del 21,1% de les famílies i el 25,4% de la població estaven per davall del llindar de pobresa.

## Poblacions més properes
El següent diagrama mostra les poblacions més properes.